# Johann Heinrich von Mädler
Johann Heinrich von Mädler, född den 29 maj 1794 i Berlin, död den 14 mars 1874 i Hannover, var en tysk astronom.
År 1824 fick von Mädler anställning vid Beers privatobservatorium i Berlin. Gemensamt med denne ägnade han sig där huvudsakligen åt topografiska observationer av månen och planeterna, företrädesvis Mars. Resultatet av de förra var Beers och von Mädlers Mappa selenographica (1834), en stor detaljerad månkarta som ända till slutet av 1800-talet var oöverträffad. Det finns namn som von Mädler gav till formationer på månen, som står sig än i dag, som Montes Carpatus och Montes Caucasus. von Mädler tilldelades Lalandepriset 1836, tillsammans med Beer. Åren 1840–1865 var han direktor för observatoriet i Dorpat. Hans verksamhet var där huvudsakligen inriktad på stellarastronomi (fixstjärnornas egna rörelser, dubbelstjärnebanor). Månkratern Mädler är uppkallad efter honom.

### Webbkällor
- Mädler, Johann Heinrich von i Nordisk familjebok (andra upplagan, 1913)